# Václav Vávra
Václav Vávra (24. října 1878 Lomnice nad Popelkou – 6. prosince 1952 tamtéž) byl československý politik a meziválečný poslanec Národního shromáždění za Československou živnostensko-obchodnickou stranu středostavovskou.

## Biografie
V parlamentních volbách v roce 1920 získal poslanecké křeslo v Národním shromáždění. Mandát obhájil v parlamentních volbách v roce 1925, parlamentních volbách v roce 1929 i parlamentních volbách v roce 1935. Poslanecké křeslo si oficiálně podržel do zrušení parlamentu v roce 1939, přičemž ještě v prosinci 1938 přestoupil do poslaneckého klubu nově utvořené Strany národní jednoty.
K roku 1935 je uváděn jako obchodník a starosta města Lomnice nad Popelkou. Ve městě bývalého starostu dodnes připomíná zatopený Vávrův lom.